# مهد فايزال أبو بكر
مهد فايزال أبو بكر (بالملايوية: Mohd Faizal Abu Bakar)‏ هو لاعب كرة قدم ماليزي في مركز الوسط، ولد في 20 سبتمبر 1990 في Kuala Nerang ‏ في ماليزيا. شارك مع منتخب ماليزيا تحت 23 سنة لكرة القدم ومنتخب ماليزيا لكرة القدم. أما مع النوادي، فقد لعب مع نادي كلنتن ونادي كيدا دارول أمان.

## وصلات خارجية
- مهد فايزال أبو بكر على موقع قاعدة بيانات كرة القدم.إي يو (الإنجليزية)
- مهد فايزال أبو بكر على موقع ناشيونال فوتبول تيمز (الإنجليزية)
- مهد فايزال أبو بكر على موقع Soccerway.com (الإنجليزية)